# Annone di Brianza
Annone di Brianza is een gemeente in de Italiaanse provincie Lecco (regio Lombardije) en telt 2045 inwoners (31-12-2004). De oppervlakte bedraagt 5,8 km², de bevolkingsdichtheid is 400 inwoners per km².

## Demografie
Annone di Brianza telt ongeveer 770 huishoudens. Het aantal inwoners steeg in de periode 1991-2001 met 10,7% volgens cijfers uit de tienjaarlijkse volkstellingen van ISTAT.
| Jaar | Inwoneraantal |
| ---- | ------------- |
| 1991 | 1807          |
| 2001 | 2000          |

## Geografie
Annone di Brianza grenst aan de volgende gemeenten: Bosisio Parini, Cesana Brianza, Civate, Galbiate, Molteno, Oggiono, Suello.